# تاراس رومانكزوك
تاراس رومانكزوك (بالأوكرانية: Романчук Тарас Вікторович) (14 نوفمبر 1991 بكوفل في أوكرانيا - ) هو لاعب كرة قدم أوكراني في مركز الوسط. شارك مع منتخب بولندا لكرة القدم. أما مع النوادي، فقد لعب مع ياغيلونيا بياويستوك.

## وصلات خارجية
- تاراس رومانكزوك على موقع الاتحاد الأوربي (الإنجليزية)
- تاراس رومانكزوك على موقع اتحاد أوكرانيا (الإنجليزية)
- تاراس رومانكزوك على موقع قاعدة بيانات كرة القدم.إي يو (الإنجليزية)
- تاراس رومانكزوك على موقع ناشيونال فوتبول تيمز (الإنجليزية)
- تاراس رومانكزوك على موقع Soccerbase.com (لاعب) (الإنجليزية)
- تاراس رومانكزوك على موقع Soccerway.com (الإنجليزية)
- تاراس رومانكزوك على موقع عالم كرة القدم.نت (الإنجليزية)